# 반곡중학교 (세종)
반곡중학교(盤谷中學校)는 대한민국 세종특별자치시 반곡동에 있는 공립 중학교이다.

## 학교 연혁
- 2019년 3월 1일 : 반곡중학교 개교
- 2019년 3월 14일 : 제1회 입학
- 2019년 3월 4일 : 초대 이남목 교장 취임
- 2020년 1월 9일 : 제1회 졸업
- 2022년 9월 1일 : 제2대 김유현 교장 취임
- 2023년 1월 6일 : 제4회 졸업
- 2023년 3월 2일 : 제5회 입학

## 참고 자료
- 반곡중학교 - 한국교육학술정보원 학교알리미